# Epeus
En la mitologia grega, els epeus (en grec antic: Ἐπειοί) eren els pobladors originaris de l'Èlida, en època històrica desplaçats pels eleus. Pausànias i altres autors diuen que era un poble que venia d'Etòlia. El mite els fa descendents d'Epeu, i rei de l'Èlida, dels quals fou l'heroi epònim.
En el Catàleg de les naus de la Ilíada, Homer diu que van portar quaranta naus a la guerra de Troia, dirigides per Amfímac, Talpi, Polixen i Diores, que portaven els pobles de Bupràsion, Hirmine, Mírsinos, Olènia i Alísion.